# Pamiętnik Anastazji P.
Pamiętnik Anastazji P. Erotyczne Immunitety – książka wydana pod autorstwem Marzeny Domaros, która ukazała się w listopadzie 1992.
Wiosną 1992 przybyła do Warszawy i jako Anastazja Potocka uzyskała akredytację prasową przy Sejmie RP I kadencji (1991–1993) jako korespondentka paryskiego dziennika „Le Figaro”, w którym w rzeczywistości nigdy nie pracowała (pomocy w tym udzielił jej znajomy dziennikarz z Francji). Niekiedy w kontaktach z politykami deklarowała, że wcale nie reprezentuje owego dziennika i przedstawiała się wprost pod imieniem Marzena. W Sejmie pojawiała się od marca do sierpnia 1992. Po tym jak w prasie pojawiały się informacje o jej rzekomych kontaktach prywatnych z niektórymi posłami, w 1992 została wydana książka zatytułowana Pamiętnik Anastazji P. z podtytułem Erotyczne immunitety, którą sygnowano jednocześnie przybraną tożsamością oraz prawdziwym imieniem i nazwiskiem – dosłownie Anastazja Potocka (Marzena Domaros).

## Treść
W książce zostały szczegółowo opisane rzekome znajomości Anastazji Potockiej o charakterze towarzyskim z posłami na Sejmu RP I kadencji (1991–1993), głównie z najbardziej upodobanymi jej politykami Socjaldemokracji Rzeczypospolitej Polskiej (z Aleksandrem Kwaśniewskim, z Leszkiem Millerem, z Józefem Oleksym), a ponadto również z wicemarszałkiem Andrzejem Kernem, z Markiem Markiewiczem, z Jackiem Kuroniem, z Longinem Pastusiakiem, z Andrzejem Lepperem, ze Stefanem Niesiołowskim, posłami z Polskiego Stronnictwa Ludowego, z Henrykiem Goryszewskim, z Władysławem Wroną, posłami z koła Polski Program Gospodarczy (w tym z Janem Krzysztofem Bieleckim, Zbigniewem Eysmontem), ze Zbigniewem Bujakiem, z Tadeuszem Jedynakiem, z Alojzym Pietrzykiem, z Tadeuszem Kowalczykiem, z Antonim Czajką, ze Zbigniewem Skoreckim, z Witoldem Gadomskim. W swoich relacjach Potocka opisała domniemane stosunki seksualne z Andrzejem Kernem, Aleksandrem Kwaśniewskim i Leszkiem Millerem. Według jej wspomnień niektóre bliskie kontakty z politykami prowadziła równolegle. Według jej oceny sama nie planowała erotycznych kontaktów z posłami, zaś wynikały one z jej atrakcyjności i dążeń tychże mężczyzn, zaś wszystkie kontakty seksualne z nimi były dobrowolne z obu stron, poza przypadkiem z Andrzejem Kernem, który rzekomo użył wobec niej przemocy. W opinii autorki w ówczesnym Sejmie zdecydowana większość mężczyzn miała na celu kontakty z kobietami, spożywanie alkoholu oraz plotkarstwo (dosł. seks, wóda i ploty). 
W książce Potocka wspomina także o znajomościach z kobietami, jako że w tym czasie przez pewien czas zamieszkiwała w Warszawie z koleżanką. Ponadto była blisko zaznajomiona z posłanką Ewą Spychalską, kobietą o imieniu Iwona i z Anną Garwolińską. Z dwiema ostatnimi Potocka założyła fikcyjne Stowarzyszenie Pani Walewskiej w Walewicach, obwołała się prezesem honorowym tegoż i z tego względu była uważana przez posłów za hrabinę. Tym niemniej, na dopytywanie o swoje pochodzenie arystokratyczne i o genealogię rodu, nie była w stanie udzielić odpowiedzi. Potocka wzmiankuje także świat dziennikarski w Sejmie RP, wspominając o Towarzystwie Adoracji Tomasza Lisa.

## Następstwa
Z czasem w prasie pojawiały się informacje o jej rzekomych kontaktach prywatnych z niektórymi posłami (według Potockiej politycy sami nagłaśniali te sprawy). Informowano m.in. o tym, że po zaciągnięciu pożyczek Potocka jest dłużna klubom parlamentarnym i politykom łącznie 871 mln zł (przed denominacją). Przekazywano również informację, jakoby zamieszkiwała w hotelu Marriott, który opuściła rzekomo nie uiszczając rachunku na 10 mln zł (również przed denominacją). Pojawiały się także doniesienia o tym, że Potocka zwykła wykonywać zdjęcia dokumentujące bliskie spotkania z parlamentarzystami, a później oczekiwała pieniędzy za ich wykupienie. Według jej relacji, po nagłośnieniu jej osoby w sferze publicznej, w sierpniu 1992 odwiedzili funkcjonariusze Urzędu Ochrony Państwa, którzy wypytywali o jej kontakty z Aleksandrem Kwaśniewskim i środowisko SdRP, a także mieli przedstawić wiedzę służb na temat jej rzekomych malwersacji finansowych podczas pobytu w Gdańsku. Agenci UOP usiłowali wydobyć od Potockiej informacje dotyczące świata polityki i biznesu. Jak opowiadała, w tym czasie została napadnięta w Łazienkach i duszona. Po kilku spotkaniach z funkcjonariuszami UOP zasugerowali oni Potockiej niepojawianie się w Sejmie.
W drugiej połowie 1992 zdecydowała o napisaniu i wydaniu książki, opisującej jej wspomnienia z życia parlamentarnego. Początkowo publikacja miała zostać wydana przez Jerzego Urbana, później przez Polską Oficynę Wydawniczą „BGW” Romana Górskiego. W tym okresie zamieszkiwała wówczas w najmowanym mieszkaniu na warszawskim Mokotowie, a w październiku 1992 przeniosła się do hotelu Sobieski, gdzie w tym miesiącu została zatrzymana przez policję i przebywała w areszcie na Grochowie przez dwa dni. Wobec braku umiejętności do profesjonalnego napisania zaplanowanej książki Domaros skorzystała fachowości pisarskiej związanego z wydawnictwem BGW dziennikarza, Jerzego Skoczylasa, który jako tzw. ghostwriter zredagował przekazane przez nią zwierzenia (początkowo pojawił się także pomysł wydania wywiadu-rzeki). W tym celu przez cztery dni przebywała w Krakowie i pracowała wraz ze Skoczylasem. Powstał wówczas pierwotny maszynopis książki, który trafił do niektórych polityków (np. Jacek Kuroń już wtedy potwierdził prawdziwość podanych faktów). Jeszcze przed wydaniem książki Skoczylas w artykułach na łamach „Gazety Krakowskiej” opisywał osobę Marzeny Domaros w sposób niepochlebny. Na tydzień przed oddaniem książki do druku BGW odstąpiła treść publikacji do Domu Wydawniczego „Refleks”. W trakcie drukowania książki Prokuratura Rejonowa w Gdańsku 12 listopada 1992 wydała list gończy za Marzeną Domaros w związku z prowadzonym postępowaniem, w którym była podejrzewana o kradzieże, przywłaszczenia i oszustwa.
Tuż przed wydaniem informowano, że planowana publikacja ma nosić tytuł Życie erotyczne Sejmu I kadencji, a autorem pomysłu na tytuł miał być prof. Aleksander Krawczuk (ówczesny poseł).
Jeszcze przed premierą książka została obwołana bestsellerem, zaś drukarnia nie nadążała z zamówieniami hurtowników, wobec czego zmuszona była przejść na pracy w trybie trzyzmianowym. W listopadzie 1992 książka została wydana pod tytułem Pamiętnik Anastazji P.. Pozycja była sprzedawana w cenie niespełna 50 tys. zł (przed denominacją). Publikacja sprzedała się w nakładzie 400 tys. egzemplarzy. Według relacji samej Domaros dzięki wydaniu książki było możliwe oddanie długów zaciąganych przez nią przez trzy wcześniejsze lata. Przyznała, że po trzech miesiącach od wydania książki otrzymała od wydawcy honorarium w wysokości ok. 400 mln zł, co umożliwiło jej spłatę gdańskich długów sięgających 100 mln zł (obie kwoty przed denominacją).
Wicemarszałek Andrzej Kern nie potwierdził treści z książki dotyczących jego osoby, określając je jako brednie i oszczerstwa. W związku z publikacją książki, przeciwko jej autorce, Stefan Niesiołowski wytoczył proces w sądzie; w książce tej autorka opisała go jako lubieżnego erotomana. W komentarzu poseł stwierdził, iż nie zadaje się z prostytutkami. Według Potockiej sam Niesiołowski opowiadał w Sejmie, że z nią sypia. W sprawie publikacji Aleksander Kwaśniewski zamierzał pozwać wydawcę książki, zaś Leszek Miller nie chciał podejmować żadnych kroków prawnych. Sama Marzena Domaros złożyła w Sądzie Wojewódzkim w Warszawie pozew o ochronę dóbr osobistych przeciw marszałkowi Sejmu RP Wiesławowi Chrzanowskiemu za to że Erotyczne immunitety nazwał paszkwilem opartym na relacjach prostytutki. Jedną z konsekwencji, które spowodowało wydanie książki, było wprowadzenie większych restrykcji wobec dziennikarzy pracujących w Sejmie.
Wśród samych posłów oraz w prasie osoba Potockiej była kreowana w wielu postaciach i wyjaśnieniach, snuto wizje o jej roli agentki służb (dawnej UB i obecnego UOP bądź Policji), szpiega różnych partii, wtyczki polityków czy biznesmenów (np. właścicieli kasyn, usiłujących wpłynąć na kształt ustawy o grach liczbowych) i dziennikarzy (np. Jerzego Urbana), którzy rzekomo mieli wysłać ją do Sejmu. Już po nagłośnieniu sprawy, w zbliżonej opinii wypowiadających się dla prasy polityków znających Potocką, była ona dla nich osobą nieatrakcyjną fizycznie. Po wydaniu Erotycznych immunitetów w prasie były publikowane sondy wśród Polaków na temat prawdziwości wspomnień Potockiej, sympatii do niej i polityków, oraz dotyczące oceny zdrad polityków. Według jej wspomnień celem wydania książki było ukazanie szerszemu audytorium niewielkiego wycinka pracy o Sejmie. W odniesieniu do osoby Andrzeja Kerna traktowała to także jako rodzaj zemsty.
W związku z nagłośnieniem sprawy w opinii publicznej Marzena Domaros wydała kontynuację pierwszego wydawnictwa, która została wydana w 1993 pod tytułem Anastazja P. raz jeszcze. Immunitetów i afer ciąg dalszy.